# Lauren Potter
Lauren Elizabeth Potter  (født 10. maj 1990) er en amerikansk skuespiller, bedst kendt for sin rolle som Becky Jackson i tv-serien Glee.

## Biografi
Potter blev født 10. maj 1990, og voksede op i det sydlige Californiens Inland Empire. Hun er uddannet fra Riverside Polytechnic High School i Riverside, Californien, og studerede på Irvine Valley College i Irvine, Californien, i efteråret 2011.  Ligesom hendes karakter i Glee, har Potter Downs syndrom. 

## Karriere
Potter skildrer karakteren Becky Jackson, en cheerleader med Downs syndrom, i tv-serien Glee. Cheerleadertræner Sue Sylvester (Jane Lynch) har en særlig interesse i Becky dels fordi Sue har en storesøster, Jean, som har også Downs syndrom.
I november 2011 udnævnte præsident Barack Obama, Potter til præsidentens Udvalg for mennesker med udviklingshæmning, hvor hun skal rådgive Det Hvide Hus om spørgsmål vedrørende denne population. 

## Filmografi
| År   | Titel        | Rolle             | Noter |
| ---- | ------------ | ----------------- | ----- |
| 2007 | Mr. Blue Sky | Unge Andra Little |       |

| År        | Titel              | Rolle         | Noter                          |
| --------- | ------------------ | ------------- | ------------------------------ |
| 2009–2015 | Glee               | Becky Jackson | Tilbagevende (sæson 1–sæson 6) |
| 2012      | Leader of the Pack | Jenny         |                                |